# Дом-музей В. В. Тихонова
Дом-музей Вячеслава Тихонова — мемориальный музей в Павловском Посаде, посвящённый народному артисту СССР, советскому и российскому актёру Вячеславу Тихонову. Открыт в 2018 году в воссозданном доме, где будущий актёр родился и жил до поступления во ВГИК. Входит в состав Павлово-Посадского музейно-выставочного комплекса.

## О музее
Музей расположен в Павловском Посаде на месте прежнего дома (ул. Володарского, 66), построенного дедом актёра по линии матери — железнодорожным служащим Вячеславом Васильевичем Алексеевым. Здесь родился и до поступления во ВГИК жил Вячеслав Тихонов.
К 2000-м годам дом Тихоновых обветшал. Инициаторами реконструкции дома и создания в нём музея стали глава Павловского Посада Олег Соковиков и дочь актёра — Анна Тихонова. Губернатор Московской области Андрей Воробьев поддержал идею. На эти цели по госпрограмме «Культура Подмосковья» было выделено около 8 миллионов рублей.
Торжественно открыт 25 августа 2018 года, к 90-летию актёра.
В собрании музея представлены личные вещи В. Тихонова: его государственные награды, письма и фотографии из личного архива, сценарий фильма «Война и мир» с его пометками, кинематографические костюмы, предметы быта и памятные вещи, переданные семьёй актёра, памятные заметки, газеты и журналы о нём, которые принесли в музей жители Павловского Посада.
Экспозиция музея, дизайн которой был создан Уральским региональным институтом музейных проектов, состоит из нескольких залов. Зал «Детство и ранняя юность В. В. Тихонова», повествует о семье Тихоновых, его детских увлечениях и школьных годах; представлен подлинный интерьер комнаты и вещи, принадлежавшие семье. В миниатюрном кинозале, воссоздающим атмосферу городского кинотеатра «Вулкан», посетители могут погрузиться в мир советского кино 1930-х годов прошлого века и увидеть фрагменты фильмов, на которых вырос Вячеслав Тихонов.
Следующие два зала посвящены фильмографии В. В. Тихонова, начиная с первого фильма «Молодая гвардия» (1948 год). На нескольких экранах можно посмотреть фрагменты наиболее известных фильмов уже с участием актёра, в том числе фильма, принёсшего ему наибольшую известность, — «Семнадцать мгновений весны», фрагменты которого снимались в Подмосковье.

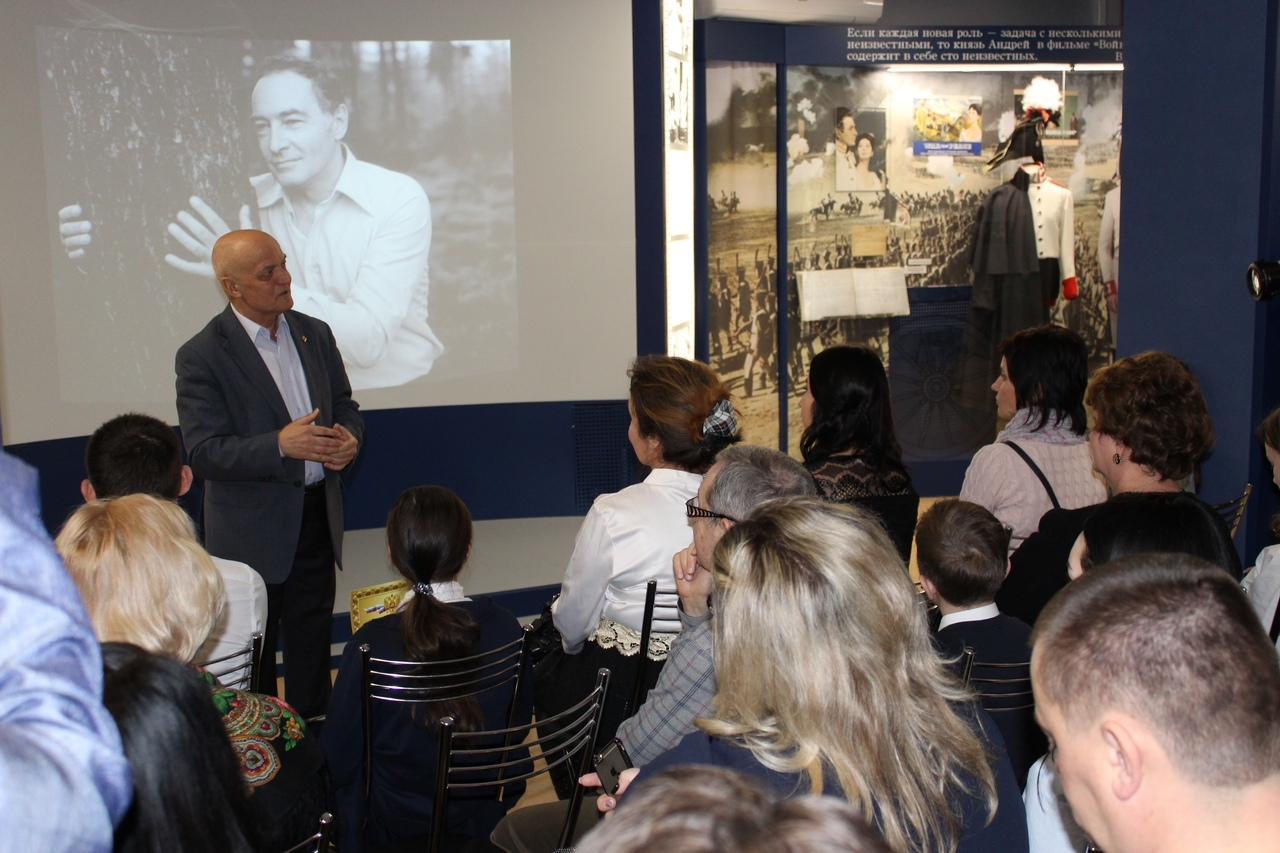
В музее В. Тихонова

В зале № 3 экспонируется витрина с наградами Вячеслава Тихонова, его личные вещи и информация об увековечивании памяти великого актёра.
Музей проводит интерактивные программы, квесты («Школа разведки», «Ключ от всех дверей», «Музейное расследование»), которые позволяют совместить игру и экскурсию, кинолектории по фильмам, мастер-классы для детей: по изготовлению народных кукол, подарков к празднику, по росписи деревянных дощечек и созданию ёлочной игрушки.
Ежегодно музей становится одной из площадок, где проходят показы конкурсных картин и пресс-конференции Международного кинофестиваля «17 мгновений» имени Вячеслава Тихонова.
Рядом с домом Тихоновых был сад, где Вячеславу нравилось отдыхать в беседке с отцом. В настоящее время сохранились груша, яблоня и берёза, которые помнят актёра.

## Внешние видеофайлы
- В Павловском Посаде заканчиваются работы по созданию Дома-музея Вячеслава Тихонова // Телеканал «Радуга». 2018.
- В Павловском Посаде открылся дом музей Вячеслава Тихонова // Телеканал «Радуга». 2018.
- Выпуск 1. 21.03.20 Наш земляк — Вячеслав Тихонов // МУК «ППМВК».
- Дом Музей Вячеслава Тихонова В Павловском Посаде // Наш опыт. 2018. 4 января.